# Ready to Be
Ready to Be es el duodécimo EP del grupo femenino surcoreano Twice. Fue lanzado el 10 de marzo de 2023 por JYP Entertainment y distribuido por Dreamus. El EP contiene siete pistas, incluyendo los sencillos «Moonlight Sunrise» y su sencillo principal «Set Me Free».

## Antecedentes y lanzamiento

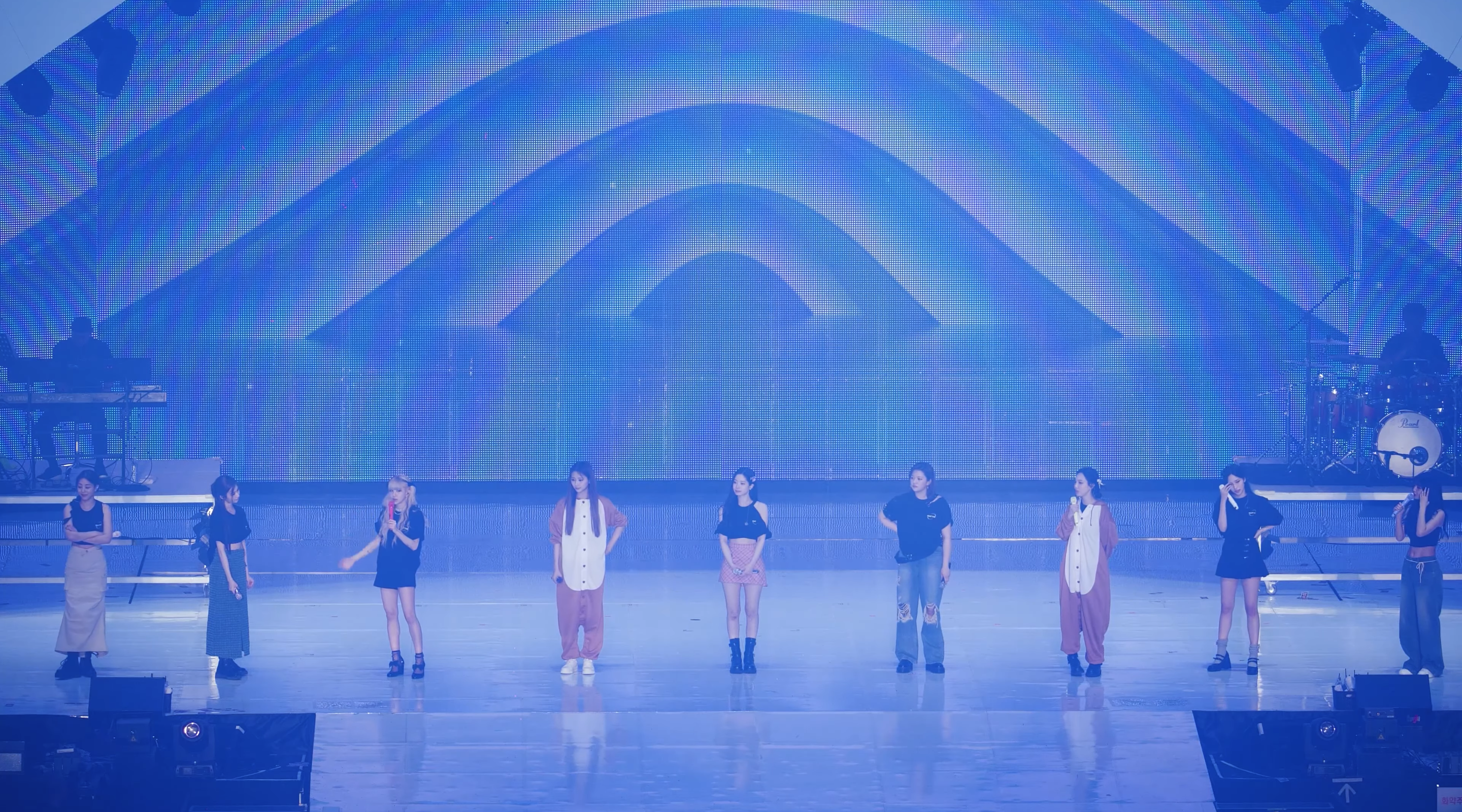
Twice interpretando Ready to Be en el 5th World Tour el 15 de abril de 2023

El 21 de diciembre de 2022, las redes sociales oficiales de Twice anunciaron que el grupo lanzaría un sencillo de prelanzamiento en inglés en enero de 2023 y, posteriormente, su miniálbum número 12 en marzo del mismo año. El anuncio vino acompañado de un póster con la frase «Twice Our Youth», lo que hizo suponer que este sería el título del nuevo trabajo musical.
El 20 de enero de 2023, se lanzó el sencillo de prelanzamiento en inglés titulado «Moonlight Sunrise». El 3 de febrero de 2023 se anunció oficialmente que el grupo regresaría a la escena musical con su nuevo EP titulado Ready to Be con fecha definitiva el 10 de marzo de 2023.

## Lista de canciones
| CD / Descarga digital |                                   |                                                     |                                                                     |                        |          |  |
| N.º                   | Título                            | Letras                                              | Música                                                              | Arreglo                | Duración |  |
| 1.                    | «Set Me Free»                     | Star Wars (Galactika) Jvde (Galactika)              | Melanie Fontana Michel «Lindgren» Schulz Marty Maro                 | Lindgren               | 3:01     |  |
| 2.                    | «Moonlight Sunrise»               | Earattack Nina Ann Nelson Kaedi Dalley Lee Woo-hyun | Earattack Nelson Dalley Lee Woo-hyun                                | Earattack Lee Woo-hyun | 3:00     |  |
| 3.                    | «Got the Thrills»                 | MRCH                                                | Lee Woo-min «Collapsedone» MRCH                                     | Collapsedone           | 2:53     |  |
| 4.                    | «Blame It on Me»                  | Dahyun                                              | Lee Won-jong Ciara Muscat                                           | Lee Won-jong           | 2:40     |  |
| 5.                    | «Wallflower»                      | JQ                                                  | Peter «Lostboy» Rycroft Tayla Parx Lara Anderson                    | Lostboy                | 2:56     |  |
| 6.                    | «Crazy Stupid Love»               | Dahyun                                              | Young Chance Shorelle Greg Bonnick Hayden Chapman Lenno Linjama Sla | LDN NOISE Lenno        | 2:49     |  |
| 7.                    | «Set Me Free» (versión en inglés) | Star Wars Jvde Fontana Lindgren                     | Fontana Lindgren Maro                                               | Lindgren               | 3:01     |  |
| 20:20                 |                                   |                                                     |                                                                     |                        |          |  |

## Reconocimientos

### Premios y nominaciones
| Evento             | Año  | Premio                | Resultado | Ref.  |
| ------------------ | ---- | --------------------- | --------- | ----- |
| Golden Disc Awards | 2024 | Mejor álbum (bonsang) | Nominado  | [ 6 ] |

### Listados
| Publicación   | Listado                                           | Lugar    | Ref.   |
| ------------- | ------------------------------------------------- | -------- | ------ |
| Genius Korea  | 2023 Year-End Genius Korea Chart - Top EPs        | 8.º      | [ 7 ]  |
| Paste         | The 20 Best K-pop Albums of 2023                  | 8.º      | [ 8 ]  |
| Real Zenerate | 15 K-pop albums of 2023                           | Incluida | [ 9 ]  |
| Rolling Stone | Best Music of 2023: Staff Picks (Tim Chan)        | Incluida | [ 10 ] |
| Rolling Stone | Best Music of 2023: Staff Picks (Solomon Fortune) | Incluida | [ 10 ] |

## Créditos y personal
Créditos adaptados de las notas del álbum.
Estudios
- JYPE Studios – grabación, mezcla (2, 4–6)
- Glab Studios – edición digital (3), ingenieria para mezcla (3), mezcla (3)
- Neverland Studio – grabación (5)
- 821 Sound – masterización

Músicos y técnicos
- Twice – voces
- Michel «Lindgren» Schulz – producción (1, 7)
- Nicole Neely – cuerdas (1, 7)
- Melanie Fontana – coros (1, 7)
- Friday (Galactika) – dirección vocal (1)
- Jvde (Galactika) – dirección vocal (1)
- Lee Kyung-won – edición digital (1–2, 5, 7)
- Koo Hye-jin – grabación (1–3, 7)
- Im Chan-mi – grabación (1–2, 6–7)
- Curtis Douglas – mezcla (1, 7)
- Earattack – producción (2), teclado (2), bajo (2), programación de batería (2), dirección vocal (2, 5), grabación (2)
- Lee Woo-hyun – producción (2), teclado (2), bajo (2), programación de batería (2)
- Sophia Pae – coros (2, 4–5, 7), dirección vocal (7)
- Lee Tae-seop – mezcla (2, 4, 6)
- Lee Woo-min «Collapsedone» – producción (3), programación de computadora (3), guitarra eléctrica (3), teclado (3)
- MRCH – coros (3)
- Park Nam-joon – edición digital (3), ingenieria para mezcla (3)
- Shin Bong-won – mezcla (3)
- Lee Won-jong – producción (4), teclado (4), sintetizador (4), guitarra (4), dirección vocal (4), edición digital (4)
- Peter «Lostboy» Rycroft – producción (5), instrumentos (5)
- LDN Noise – producción (6)
- Lenno Linjama – producción (6)
- Sound Kim – coros (6)
- Young Chance – coros (6), dirección vocal (6), edición digital (6)
- Shorelle – coros (6)
- Kang Seon-young – edición digital (6)
- Kwon Nam-woo – masterización

## Posicionamiento en listas
| Lista (2023)               | Mejor posición |
| -------------------------- | -------------- |
| Corea del Sur (Circle)     | 1              |
| Estados Unidos (Billboard) | 2              |

## Historial de lanzamiento
| País          | Fecha               | Formato                         | Discográfica               |
| ------------- | ------------------- | ------------------------------- | -------------------------- |
| Corea del Sur | 10 de marzo de 2023 | CD, descarga digital, streaming | JYP Entertainment, Dreamus |